# Rita Salema
Rita Bento de Almeida de Meneses Salema, mais conhecida como Rita Salema (Lisboa, São Domingos de Benfica, 16 de novembro de 1966), é uma atriz portuguesa.

## Família
É filha de José António Cardoso de Meneses Salema (Lisboa, Lapa, 24 de abril de 1939), bisneto do 1.º Visconde de Margaride e 1.º Conde de Margaride e descendente de Luís, conde de Narbonne-Lara (filho de Luís XV de França), e de sua primeira mulher (Cascais, Estoril, 12 de fevereiro de 1966), Maria Helena Póvoas Bento de Almeida (Porto, Massarelos, 21 de julho de 1944). É prima em 2.º grau do ator Rodrigo Menezes e da atriz Madalena Brandão e prima em 3.º grau de Miguel Pais do Amaral.

## Biografia
Rita Bento de Almeida de Meneses Salema, nasceu em Lisboa, no dia 16 de novembro de 1966.
Assim que acabou de estudar, Rita Salema começou a apostar na sua carreira televisiva e, em 1984, participou na série infantil Fui de Visita à Minha Tia a Marrocos, mais tarde na série Estrada Larga, ambas na RTP.  De 1990 a 1997 começou a participar em peças de teatro, séries, programas, tendo passado por vários canais televisivos, como é o caso da RTP, SIC e TVI. Entre os seus numerosos projetos destacam-se o programa Bom Baião, e inúmeras séries e novelas como Jardins Proibidos, Morangos com Açúcar, Inspector Max ou Floribella.
Em 1996, estreia-se na apresentação com o programa Tudo às Escuras, na RTP1. Apresentou, mais tarde os programas Mulheres de A a Zé, em 2001 e, no ano seguinte fez dupla com Teresa Guilherme em As Manhãs da TVI.
Teve participação em Morangos com Açúcar, onde fez o papel de Constança Meireles, diretora do Colégio da Barra e mãe de Sara (Patrícia Candoso). Participou em séries cómicas com João Baião e Marina Mota. Fez também diversos trabalhos no teatro com atores como Nicolau Breyner e Patrícia Tavares.
É uma das representantes da campanha Vamos ajudar Portugal. Rita Salema é também diretora de uma creche, onde dá aulas de teatro (a sua escola de teatro dá pelo nome de Oficinas de Teatro). Fez ainda diversos trabalhos de publicidade.
Em abril de 2019, anunciou que seria mandatária pelo partido Aliança às eleições europeias do mesmo ano. Após vários anos sem falar de política em público, em 2025, assumiu apoiar a candidatura de Luís Marques Mendes na corrida às Eleições presidenciais portuguesas de 2026.

## Televisão
| Ano         | Projeto                                             | Papel                             | Notas                                               | Canal |
| ----------- | --------------------------------------------------- | --------------------------------- | --------------------------------------------------- | ----- |
| 1985        | Fui de Visita à Minha Tia a Marrocos                | Moreninha Zinha                   | Série Infantil                                      | RTP1  |
| 1987        | Estrada Larga                                       | Ana Sousa Alves                   | Série                                               | RTP1  |
| 1988        | Muito Tarde Para Ficar Só                           | Manuela                           | Elenco Principal                                    | RTP1  |
| 1988        | O Nosso Século                                      | Ariz Convidada                    | Programa Recreativo                                 | RTP1  |
| 1989        | Duarte e Companhia                                  | Fada                              | Elenco Adicional                                    | RTP1  |
| 1991        | Histórias Fantásticas                               | Marta                             | Elenco Principal                                    | RTP1  |
| 1992        | O Altar dos Holocaustos                             | Henriqueta                        | Série                                               | RTP1  |
| 1992        | Bando dos Quatro                                    | Super Heroína                     | Série Juvenil                                       | RTP1  |
| 1993        | Sozinhos em Casa                                    | Juju                              | Atriz Convidada                                     | RTP1  |
| 1994        | Desculpem Qualquer Coisinha                         | Elisabete                         | Atriz Convidada                                     | RTP1  |
| 1994        | A Filha da Cornélia                                 | Ela Própria                       | Jurada                                              | RTP1  |
| 1994        | Livros Bhhh…                                        | Atriz, em rábulas humorísticas    | Programa juvenil de literatura                      | RTP1  |
| 1995        | Roseira Brava                                       | Inês Vilhena                      | Elenco Principal                                    | RTP1  |
| 1995        | 1001 Tardes                                         | Atriz, em rábulas humorísticas    | Programa de televisão, apresentado por Júlio Isidro | TVI   |
| 1995        | Olhó Popular                                        | Atriz, em rábulas humorísticas    | Programa de televisão, apresentado por Júlio Isidro | TVI   |
| 1996        | Sai da Minha Vida                                   | Micas                             | Sitcom                                              | SIC   |
| 1996        | Ai, Os Homens                                       | Ela Própria                       | Jurada                                              | SIC   |
| 1996        | Primeiro Amor                                       | Vitória Silvério                  | Elenco Principal                                    | RTP1  |
| 1996        | Polícias                                            | Rapariga do aborto                | Atriz Convidada                                     | RTP1  |
| 1996        | Tudo às Escuras                                     | Ela Própria                       | Apresentadora                                       | RTP1  |
| 1997        | Meu Querido Avô                                     | Isabel                            | Sitcom                                              | RTP1  |
| 1997        | Troféu Nova Gente                                   | Ela Própria                       | Apresentadora                                       | RTP1  |
| 1997        | Riso, Mentiras e Vídeo                              | Ela Própria                       | Jurada                                              | RTP1  |
| 1998        | As Lições do Tonecas                                | Atriz Convidada                   | Sitcom                                              | RTP1  |
| 1998 - 1999 | Docas 2                                             | Vários Papéis                     | Elenco Principal                                    | RTP1  |
| 1998 - 1999 | Nós os Ricos                                        |                                   | Participação Especial                               | RTP1  |
| 1999 - 2000 | Jornalista                                          | Matilde                           | Elenco Principal                                    | SIC   |
| 2000 - 2001 | Jardins Proibidos                                   | Júlia «Júlia» Magalhães           | Elenco Principal                                    | TVI   |
| 2001        | Mulheres de A a Zé                                  | Ela Própria                       | Apresentadora                                       | TVI   |
| 2001        | Olhos de Água                                       | Joana Negrão                      | Elenco Principal                                    | TVI   |
| 2001        | Nunca Digas Adeus                                   | Daniela Lopes                     | Elenco Principal                                    | TVI   |
| 2002        | O Último Beijo                                      | Sofia                             | Participação Especial                               | TVI   |
| 2002        | As Manhãs da TVI                                    | Ela Própria                       | Apresentadora, ao lado de Teresa Guilherme          | TVI   |
| 2002 - 2003 | Amanhecer                                           | Sofia Pedroso                     | Elenco Principal                                    | TVI   |
| 2003 - 2005 | Morangos com Açúcar                                 | Constança Meireles                | Elenco Principal                                    | TVI   |
| 2005        | Inspetor Max                                        | Benedita Peres                    | Participação Especial                               | TVI   |
| 2006 - 2009 | 7 Vidas                                             | Raquel                            | Elenco Principal                                    | SIC   |
| 2007        | Floribella                                          | Ivone                             | Elenco Principal                                    | SIC   |
| 2007        | Vingança                                            | Liliana                           | Elenco Principal                                    | SIC   |
| 2007        | Casamento de Sonho                                  | Ela Própria                       | Concorrente                                         | TVI   |
| 2007 - 2008 | Fascínios                                           | Cândida Andrade Machado           | Elenco Principal                                    | TVI   |
| 2008        | Casos da Vida                                       | Ana Isabel                        | Protagonista                                        | TVI   |
| 2008        | Casos da Vida                                       | Alberta                           | Protagonista                                        | TVI   |
| 2008 - 2009 | Olhos nos Olhos                                     | Manuela Sousa Mendes              | Co- Protagonista                                    | TVI   |
| 2009 - 2010 | Sentimentos                                         | Mariana Coutinho                  | Co- Protagonista                                    | TVI   |
| 2010 - 2011 | Sedução                                             | Irene Santos                      | Elenco Principal                                    | TVI   |
| 2012        | O Dia em que a Minha Vida se Tornou um Reality Show | Cristina                          | Telefilme                                           | TVI   |
| 2012        | Amor SOS                                            | Clara                             | Telefilme                                           | TVI   |
| 2012 - 2013 | Louco Amor                                          | Marta Rebelo Corvo                | Elenco Principal                                    | TVI   |
| 2014        | A Casa É Minha                                      | Maria Luísa                       | Elenco Principal                                    | TVI   |
| 2014 - 2015 | Jardins Proibidos                                   | Júlia «Júlia» Ávila               | Elenco Principal                                    | TVI   |
| 2016 - 2017 | A Impostora                                         | Guilhermina «Gigui» Fontes        | Elenco Principal                                    | TVI   |
| 2016 - 2017 | Inspetor Max                                        | Lucinda                           | Participação Especial                               | TVI   |
| 2017        | Jacinta                                             | Maria Rita                        | Elenco Principal                                    | TVI   |
| 2019 - 2020 | Ver p'ra Crer                                       | Ela Própria                       | Capitã de Equipa                                    | TVI   |
| 2019 - 2020 | Prisioneira                                         | Elsa Cornélio                     | Elenco Principal                                    | TVI   |
| 2021 - 2022 | Passadeira Vermelha                                 | Ela Própria                       | Comentadora                                         | SIC   |
| 2022        | Patrões Fora (3.ª temporada)                        | Maria Assunção «Xaxão» Corte Real | Elenco Principal                                    | SIC   |
| 2022 - 2025 | Festa É Festa                                       | Josefa Trindade                   | Elenco Principal                                    | TVI   |
| 2022        | Pôr do Sol                                          | Madre Peluda                      | Elenco Principal                                    | RTP1  |
| 2025        | Vitória                                             | Fernanda «Nanda» Rodrigues        | Elenco Principal                                    | SIC   |

## Cinema
- 2018 - Olga Drummond, longa metragem de Diogo Infante
- 2017 - Jacinta, longa metragem de Jorge Paixão da Costa
- 2014 - Woyzeck, longa metragem de Tiago Durão
- 2012 - Onde Está a Tia?, curta metragem de Nicolau Breyner
- 2011 - O Dia em Que a Minha Vida se Tornou Num Reality Show, realização Hugo de Sousa, telefilme (TVI)
- 2011 - Amor SOS, realização Lourenço de Mello, telefilme (TVI)
- 2009 - Cachecol Vermelho, curta metragem de André Badalo
- 2000 - O Último Natal, telefilme (SIC)
- 1992 - Uma Mulher Livre, realização Luís Filipe Costa, telefilme (RTP)
- 1991 - Prelúdio e Fuga, realização Carlos Barradas, telefilme (RTP)
- 1989 - Pau Preto, realização Oliveira e Costa, telefilme (RTP)
- 1988 - Muito Tarde Para Ficar Só, realização Luís Filipe Costa, telefilme (RTP)

## Publicidade
- 2010 - Skoda
- 2010 - Abrakadabra - Equipamento Pré-Escolar
- 2009 - Ministério da Saúde - Campanha sobre contraceptivos
- 2007 - Blanka
- 2003 - Novis
- 2000 - Opel
- 1998 - Super Pop, com João Baião
- 1993 - Tide, com Adelaide João

## Vida pessoal e descendência
Teve uma relação com o também ator Almeno Gonçalves, de quem tem uma filha, Francisca de Almeida de Menezes Salema Gonçalves (Lisboa, São Sebastião da Pedreira, (19 de novembro de 1992 (32 anos).

## Página Oficial
Página existente no Facebook, que é do conhecimento da actriz e conta com a sua aprovação e apoio.
https://www.facebook.com/fasritasalema
<https://www.instagram.com/ritasalema_oficial/